# Maurice Norman
Maurice Norman (Mulbarton, 8 de maio de 1934 – 27 de novembro de 2022) foi um futebolista inglês, que atuou como defensor. Ele jogou cerca de 400 vezes na primeira divisão por Norwich City e Tottenham Hotspur. No nível internacional, Norman jogou 23 vezes pela seleção da Inglaterra.

## Carreira

### Clubes
Norman nasceu em Norfolk. Ele começou sua carreira no Norwich City e disputou 35 partidas da liga pelo clube entre 1952 e 1955. Apesar de sua curta carreira no clube, ele foi eleito para o Hall da Fama do Norwich City em 2002.
Ele assinou contrato com o Tottenham Hotspur em novembro de 1955 por uma taxa de transferência de £28.000. Norman jogou seu primeiro jogo pelo seu novo clube contra o Cardiff City e ficou em White Hart Lane até 1965, fazendo 411 partidas e marcando 19 gols pelo Spurs. Com a equipe, conquistou a Copa da Inglaterra e a primeira divisão em 1961, e a Taça dos Clubes Vencedores de Taças em 1963.
Ele sofreu uma dupla fratura de tíbia e fíbula jogando pelo Spurs em novembro de 1965, o que trouxe um final prematuro para sua carreira.

### Seleção
Em nível internacional, Norman fez 23 jogos pela Seleção Inglesa, incluindo a Copa do Mundo de 1958 e 1962.[carece de fontes?]

## Morte
Norman morreu em 27 de novembro de 2022 aos 88 anos de idade.

## Títulos
- Football League First Division: 1961[3]
- Copa da Inglaterra: 1961[3]
- Taça dos Clubes Vencedores de Taças: 1963